# Jules Renard

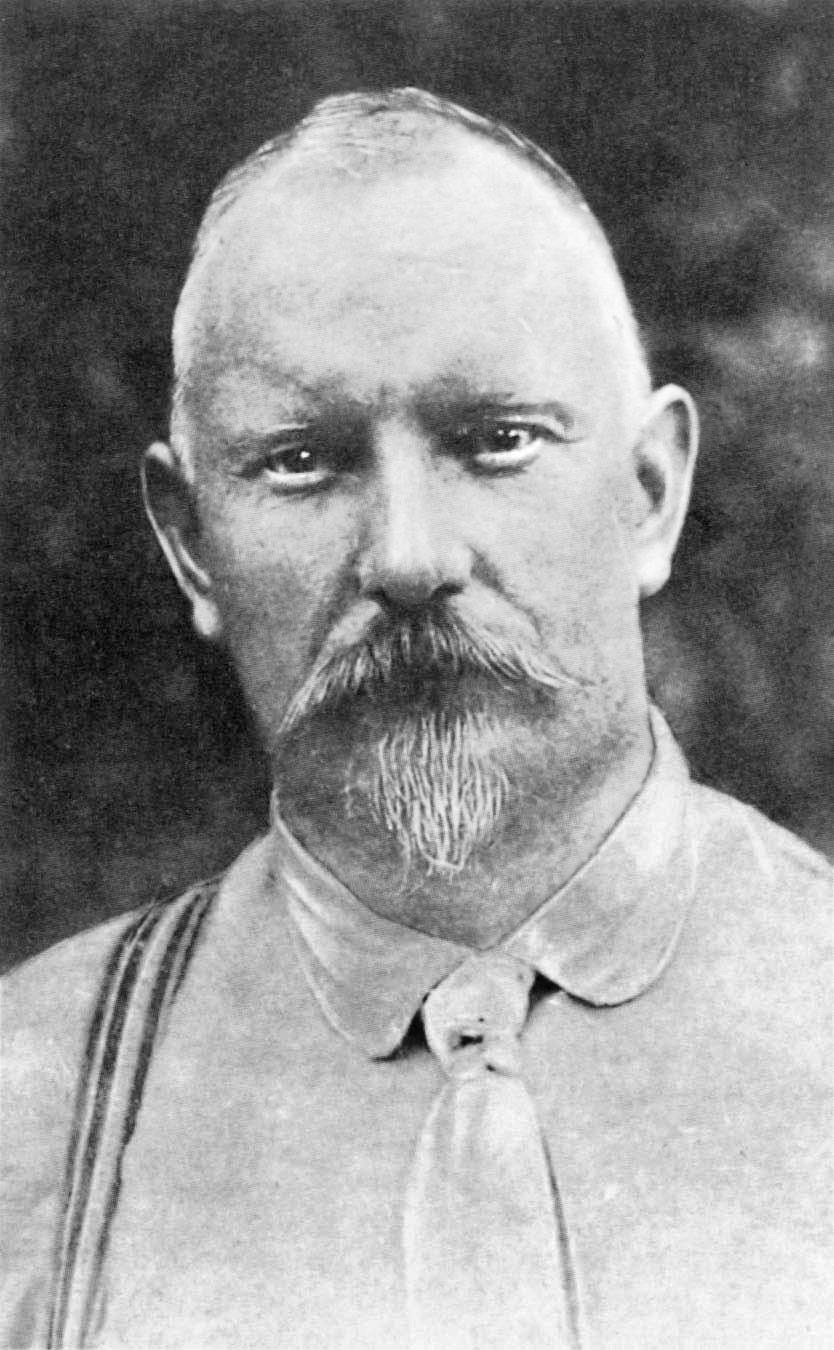
Jules Renard

Jules Renard (* 22. Februar 1864 in Châlons-du-Maine; † 22. Mai 1910 in Paris) war ein französischer Schriftsteller, Romanautor und Journalist. Politisch stand er der Linken nahe.

## Leben und Werk
Jules Renard war Sohn eines burgundischen Bauunternehmers. Er wuchs in der wald- und wasserreichen Landschaft auf, die vom Mittelgebirge des Morvan beherrscht wird. Das für das Kind drückende Klima im Elternhaus lässt sich aus Renards episodenhaftem Roman Rotfuchs erahnen, der ihm (1894) zum Durchbruch als Schriftsteller verhalf. Er war bis 1881 Gymnasiast in Nevers, anschließend in Paris. Renards Abitur (1883) war zu schlecht, um sich Chancen für die École normale supérieure ausrechnen zu können. Zudem hatte er sich inzwischen fürs Schreiben und das entsprechende Literatenmilieu erwärmt. Seine erste Buchveröffentlichung 1888 war ein Band mit Novellen. Der hauptstädtische Literaturbetrieb sei ein „Fieberberuf“, in dem man Erfolg habe oder sterbe, schrieb er seiner Schwester.
Sein Vater unterstützte ihn weiter finanziell. Nachdem er 1886/87 seinen Wehrdienst (in Bourges) abgeleistet hatte, hatte er Gelegenheitsarbeiten als Advokatengehilfe und Hauslehrer. Er traf die aus reichem Elternhaus stammende Marie Morneau und zog mit ihr 1888 in ein Pariser Mietshaus ein. Im Folgejahr beteiligte sich Renard als Hauptaktionär an der Gründung der Zeitschrift Mercure de France, die es rasch zu Ansehen brachte. Er lieferte regelmäßig sowohl erzählende wie kritische Beiträge für die Zeitschrift. Erste Romanversuche zeigen dem von Balzac, Flaubert und Zola beeindruckten Renard, dass seine Stärke im Gegensatz zu diesen Vorbildern nicht im Typisieren, sondern in der treffenden Zeichnung des Individuellen liegt. Auch für die „große Form“ und für eine umfangreiche Produktion ist er der falsche Mann.
Als das Buch um den kleinen, von seiner Mutter ungeliebten Rotfuchs erschien, hatte Renard selber schon zwei Kinder. 1896 mietete er bei Chitry-les-Mines, seinem Heimatort, ein ehemaliges Pfarrhaus, in dem die Familie die Sommer verbrachte. Von Rotfuchs kam 1900 eine Bühnenfassung heraus, die es noch im selben Jahr auf 125 Vorstellungen brachte und Renards Ansehen sprunghaft erhöhte. Er schloss Freundschaft mit Autoren wie Edmond Rostand, Tristan Bernard, Alfred Capus und lernte Schauspieler wie Lucien Guitry (1860–1925) und Sarah Bernhardt und den Maler Toulouse-Lautrec kennen. In der Dreyfus-Affäre, die ganz Frankreich aufwühlte, unterschrieb er die Petition für eine Revision des Urteils, die am 15. Januar 1898 in Le Temps erschien. In seinem Heimatort wurde er 1904 zum Bürgermeister gewählt. Er unterhielt Beziehungen zu den Pariser Sozialisten Jean Jaurès und Léon Blum. 1907 wurde er in die Académie Goncourt aufgenommen.
Renard litt zeitlebens an Migräne und mit zunehmendem Alter nahmen seine depressiven Verstimmungen zu. Renard fühlte sich schon mit dreißig Jahren erschöpft und verbraucht. Dazu kam eine Reihe von Todesfällen in der Familie: Sein Bruder Maurice starb im Alter von 37 Jahren, der Vater erschoss sich 1897, die Mutter ertrank 1909 in einem Brunnen – es ist nicht geklärt, ob es ein Unfall oder Absicht war. Im selben Jahr erlitt er einen Herzinfarkt und starb im folgenden Mai im Alter von 46 Jahren.

### Tagebuch

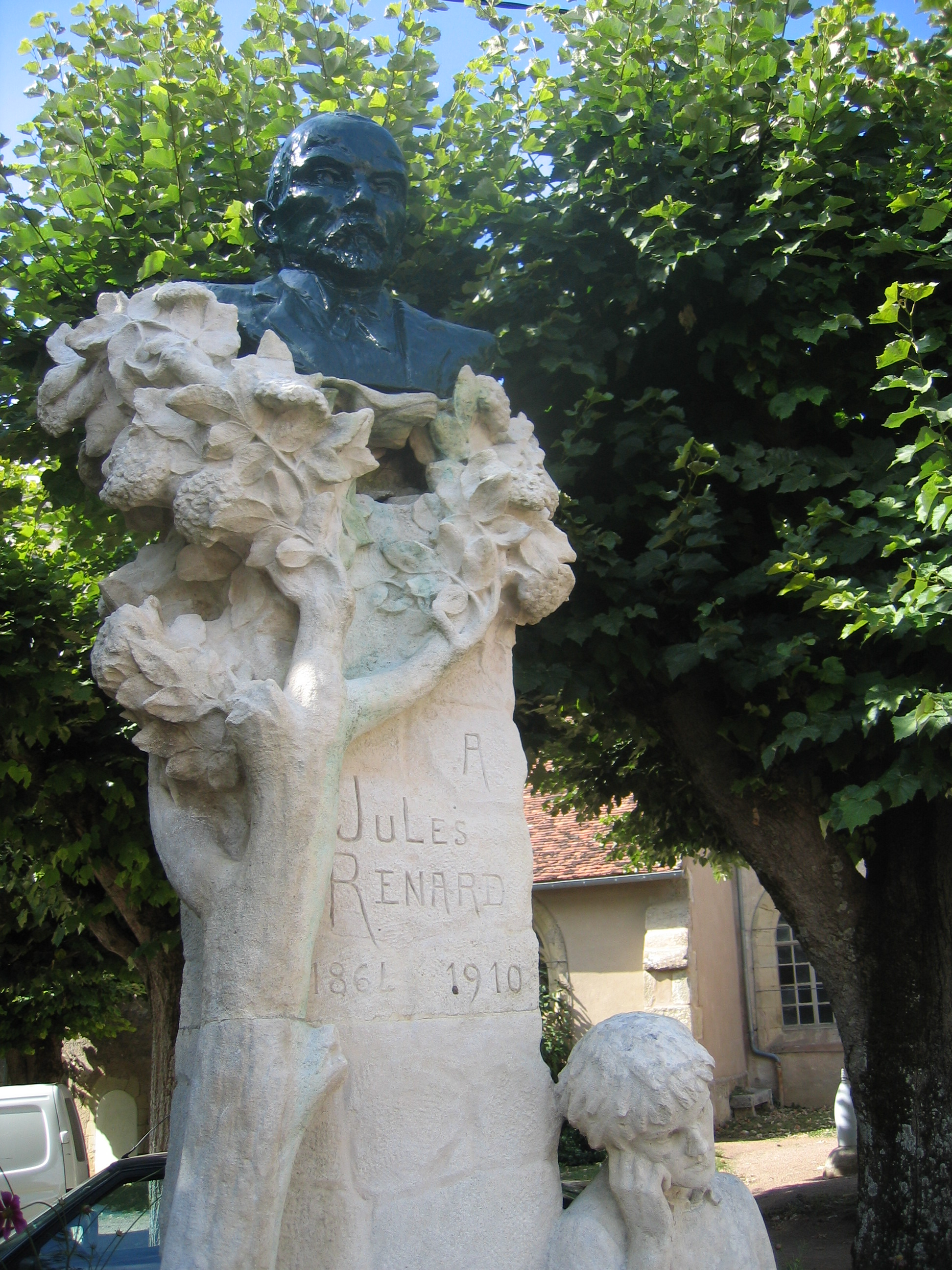
Denkmal an seinem Grab in Chitry-les-Mines

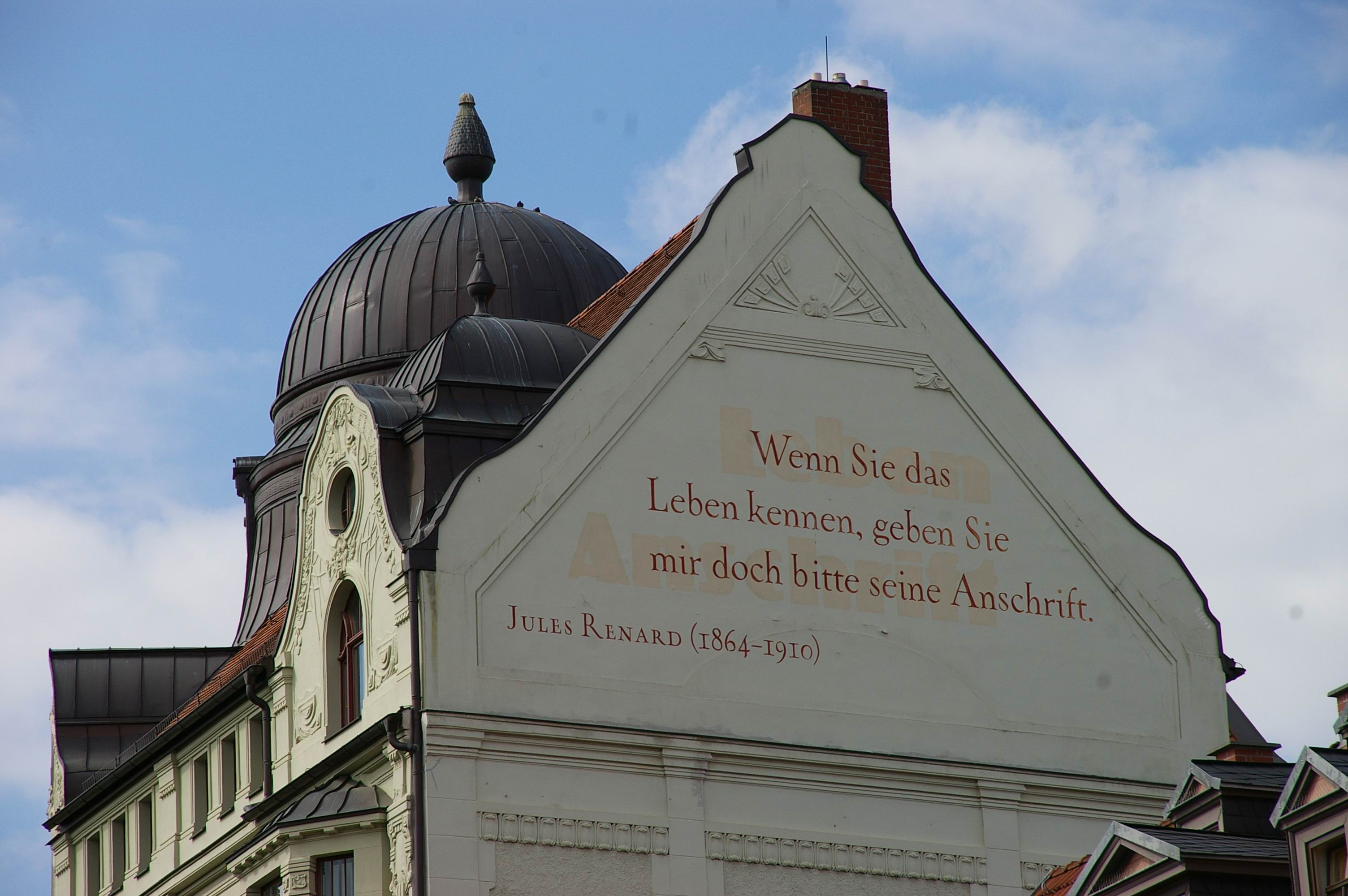
Spruch an einem Hausgiebel in Weimar

Sein Tagebuch oder Journal, ungewöhnlicher „Knappheit und Prägnanz“ verpflichtet und von daher eher eine umfangreiche Sammlung von Aphorismen, gilt allgemein als Renards Hauptwerk. Es wurde unter anderem von Autoren wie André Gide, Kurt Tucholsky, Jean-Paul Sartre, Samuel Beckett, Somerset Maugham und Sándor Márai hoch geschätzt. Sartre sah sich einer Literatur des Schweigens gegenüber. Winfried Engler weist darauf hin, es gelinge Renard bemerkenswert gut, „banale Ereignisse aus ironischer Distanz so darzustellen, daß sie interessant erscheinen“.

## Werke

### Erzählungen und Romane
- Crime de village (Dorfverbrechen). 1888.[6]
- Sourires pincés. 1890.
- L’Écornifleur. 1892.
  - deutsch Der Schmarotzer. Stuttgart 1964.[7]
- La Lanterne sourde. 1893.
- Coquecigrues. 1893.
- Deux fables sans morale. 1893.
- Le Coureur de filles. 1894.
- Histoires naturelles. 1894.
  - deutsch: Naturgeschichten Zürich 1960.[8][9]
- Poil de carotte. 1894.
  - deutsch: Rotfuchs Baden-Baden 1946; Muttersohn. München 1989.[10]
- Le Vigneron dans sa vigne. 1894.
- La Maîtresse. 1896.
  - deutsch: Die Maitresse. München 1986.
- Bucoliques. 1898.
- Les Philippe. 1907.
- Patrie. 1907.
- Mots d’écrit. 1908.
- Ragotte. 1909.
  - deutsch: Die Magd Ragotte. Stuttgart 1991.
- Nos frères farouches. 1909.

### Journal
- Tagebücher 1887–1910. 1925
  - deutsche Auswahl unter dem Titel: Ideen, in Tinte getaucht. München 1986; Nicht so laut, bitte! Wenn Sie die Wahrheit sagen, schreien Sie immer so : Tagebuch 1887-1909. Illustriert von Nikolaus Heidelbach; ausgewählt und aus dem Französischen übertragen von Liselotte Ronte; mit einem Nachwort von Hanns Grössel. Gatsby, Zürich 2022, ISBN 978-3-311-25014-2.

### Dramen
- Le Plaisir de rompre. 1897.
  - deutsch Die Lust sich zu trennen. München 1990.
- Le Pain de ménage. 1898.
- Poil de Carotte. (Rotfuchs), 1900.
- Monsieur Vernet. 1903.
- La Bigote. 1909.

Vertonungen
- Maurice Ravel: Histoires naturelles (1906) für Gesang und Klavier (Le paon, Le grillon, Le cygne, Le martin-pêcheur, La pintade)